# Consorcio de Universidades (Perú)
El Consorcio de Universidades es una asociación civil peruana. Fue creado en junio de 1996 en Lima, Perú. Está conformado por cuatro principales universidades  limeñas sin fines de lucro: la Pontificia Universidad Católica del Perú (PUCP), la Universidad de Lima (UL), la Universidad del Pacífico (UP) y la Universidad Peruana Cayetano Heredia (UPCH).

## Organización y gobierno
El Consorcio de Universidades es administrado, dirigido y representado por su Consejo Directivo. Sin embargo, tiene como órgano supremo a la Asamblea General de Asociados, la cual está formada por los rectores de las  universidades miembro.
La misión del Consorcio de Universidades es: "Expandir el conocimiento mediante el desarrollo de proyectos interdisciplinarios e interinstitucionales, el mejoramiento de los recursos humanos altamente calificados para servir mejor al crecimiento sostenible del Perú y la ejecución de acciones específicas de proyección social.
Entre las actividades del consorcio está priorizar la ejecución de las propuestas que tendrán un impacto positivo en la mejora de la educación en el país. El impacto de cada propuesta se medirá a través de indicadores obtenidos a través de evaluaciones periódicas a nivel nacional e internacional, tales como los resultados del examen PISA internacional, los indicadores de empleabilidad de los egresados, el nivel de cobertura de la demanda laboral (expertos, técnicos, innovadores, etc), el nivel de cumplimiento de las universidades respecto de los requisitos para la acreditación universitaria, entre otros. 
Los fines que se ha propuesto la asociación son: 
- Contribuir al perfeccionamiento institucional de las universidades mediante la formación de recursos humanos altamente calificados y el desarrollo de una cultura de autoevaluación de las actividades administrativas, de docencia, de investigación y de proyección social.
- Realizar proyectos interinstitucionales de investigación y de desarrollo en el marco de programas de proyección social universitaria. Para ello, prioriza la capacitación de los agentes de desarrollo y promueve alternativas viables de solución de la pobreza.
- Beneficiar mediante la transferencia del conocimiento no sólo a profesores y alumnos de las universidades del Consorcio, sino también a las organizaciones de la sociedad civil y del Estado que así lo requieran.

Comisiones del Consorcio:
Están: Programa de Intercambio Académico Estudiantil, Comisión de Autoevaluación y Acreditación, Comisión de Educación a Distancia, Comisión de Comunidades Saludables, Comisión de Gestión Administrativa, Comisión de Ley Universitaria, Comisión de Imagen, Comisión Estudiantil, Servicio de Bibliotecas.